# 小手川瑜亞
小手川瑜亞（1月12日－）是一位女性日本漫畫家，出身於熊本縣熊本市。摩羯座。血型O型。代表作有《酷哥辣妹搜查網》及《死刑囚042》等。

## 簡介
於1995年9月的5號週刊Young Jump增刊・漫革初次刊載《酷哥辣妹搜查網》。於1996年33號週刊Young Jump正式開始連載，其後轉載到別冊Young Jump，並於2000年8月的15號完結。
於2000年9月號月刊少年Ace開始連載《Anne Freaks》，同期於「週刊Young Jump」開始每月連載《ARCANA~神秘事件簿～》。其後於2002年於週刊Young Jump連載《死刑囚042》並於2004年完結。
《酷哥辣妹搜查網》到現時也很受歡迎，是她初次亮相的代表作，而《死刑囚042》是通過死刑犯來繪畫生與死，成為她最新的代表作品。
現在於SUPER JUMP連載和歌歌手枡野浩一的處女小說《短歌（Short Song》》。
與漫畫家仙道滿壽美、是朋友，於《酷哥辣妹搜查網》及《ARCANA~神秘事件簿》的書尾中繪畫四格漫畫。

## 作品列表
- 酷哥辣妹搜查網（おっとり捜査）、全10卷
- Silent
- Anne Freaks（Anne・Freaks）
- ARCANA~神秘事件簿～（ARCANA）
- SUSPECTS （Young Jump漫革 Vol.262002年5月1日增刊，未收錄於單行本）
- 手機自殺預告（ライン）
- 死刑囚042（死刑囚042）、全5卷
- 短歌（ショートソング）
- 君之刃（君のナイフ）、全10卷
- LICENSE ライセンス
- 破壞的天才（王牌大律師2的劇中劇）

## 外部連結
- 小手川瑜亞的極樂監獄 （页面存档备份，存于）：小手川瑜亞的官方網站